# Святий Севастіан (Рафаель)
«Святий Севастіан» — одна із ранніх робіт італійського художника доби Відродження Рафаеля. На картині зображений мученик III ст. Севастіан.

## Опис
Святий Севастіан зображений в половину зросту як прекрасний, розкішно одягнений молодий чоловік. Він тримає в руці стрілу, символ своєї мученицької смерті, мізинець витончено зігнутий. Його голова трохи нахилена, він виглядає спокійним, мрійливим, можливо трохи сумним.
Ця картина, як більшість ранніх робіт Рафаеля, створена під впливом Перуджино. На думку деяких дослідників, волосся Севастіана спочатку було коротшим, і сліди зміни задуму на ньому помітні.
Рафаель використовує незвичайну композицію для одного з найбільш часто зображуваних християнських святих і мучеників. Традиційно для того часу Севастіана зображали у повний зріст юнаком з пов'язкою на стегнах прив'язаного до стовпа і пронизаного стрілами.